# Hò khoan Lệ Thủy
Hò khoan Lệ Thủy là một loại hình dân ca của cư dân sông nước tại huyện Lệ Thủy, tỉnh Quảng Bình.

## Giới thiệu
Hò khoan thường được người dân hát trong các dịp chèo đò, giã gạo và các lễ hội làng bên sông Kiến Giang. Hò khoan có đặc trưng sử dụng những lời ăn tiếng nói mộc mạc trong cuộc sống hàng ngày để bày tỏ nỗi lòng cũng như đối đáp. Thông thường các đội hò khoan thường được chia làm 2 phe (nam nữ hoặc 2 làng khác nhau) để thi đối đáp. 9 mái hò khoan Lệ Thủy bao gồm Lỉa trâu; Mái nhài (dài); Mái ruỗi; Mái chè; Mái nện; Mái ba; Mái xắp; Mái hò khơi và Mái hò Nậu xăm.
Ngày 8-5-2017, Bộ Văn hóa, Thể thao và Du lịch ban hành quyết định công nhận hò khoan Lệ Thủy là Di sản văn hóa phi vật thể quốc gia.
Ngày nay, như nhiều làn điệu dân ca khác Hò khoan Lệ Thủy đang bị mai một dần.
Hò khoan Lệ Thủy được nhạc sĩ Hoàng Vân nhắc đến trong bài hát Quảng Bình quê ta ơi.